# Lokoya (langue)
Pour les articles homonymes, voir Lokoya.
Le lokoya est une langue nilo-saharienne de la branche des langues nilotiques parlée dans la région de Torit, située dans l'état d'Équatoria-Oriental, au Sud du Soudan du Sud.

## Classification
Le lokoya est une langue nilo-saharienne classée dans le sous-groupe oriental des langues nilotiques. Il fait partie des langues lotuko avec l'otuho, le lopit et quelques autres.

## Phonologie
Les tableaux présentent les voyelles et les consonnes du lokoya.

### Voyelles
|         | Antérieure  | Centrale | Postérieure |
| ------- | ----------- | -------- | ----------- |
| Fermée  | i [i] ɪ [ɪ] |          | u [u] ʊ [ʊ] |
| Moyenne | e [e] ɛ [ɛ] |          | o [o] ɔ [ɔ] |
| Ouverte |             | a [a]    |             |

### Deux types de voyelles
Le lokoya, comme de nombreuses langues nilo-sahariennes, différencie les voyelles selon leur lieu d'articulation. Elles sont soit prononcées avec l'avancement de la racine de la langue, soit avec la rétraction de la racine de la langue.
Les voyelles avec avancement de la racine de la langue sont [i], [e], [o], [a], [u].
Les voyelles avec rétraction de la racine de la langue sont [ɪ], [ɛ], [ɔ], [a], [ʊ]

### Consonnes
|              |           | Labiales    | Dentales | Alvéolaires | Latérales | Dorsales | Dorsales | Glottales |
| ------------ | --------- | ----------- | -------- | ----------- | --------- | -------- | -------- | --------- |
| Palatales    | Vélaires  | Labiales    | Dentales | Alvéolaires | Latérales |          |          | Glottales |
| Occlusives   | Sourde    | p [p]       | t [t]    |             |           |          | k [k]    | ʔ [ʔ]     |
| Occlusives   | Sonore    | b [b]       | d [d]    |             |           |          | g [g]    |           |
| Occlusives   | Forte     | pp [pː]     |          | tt [tː]     |           |          |          |           |
| Fricative    | Fricative | ɸ [ɸ] f [f] |          | s [s]       |           |          | x [ x]   |           |
| Affriquée    | Sourde    |             |          |             |           | c [ t͡ʃ ] |          |           |
| Affriquée    | Sonore    |             |          |             |           | ɟ [ ɟ]   |          |           |
| Nasale       | Nasale    | m [m]       |          | n [n]       |           | ɲ [ ɲ]   | ŋ [ŋ]    |           |
| liquide      | liquide   |             |          | r [r]       | l [l]     |          |          |           |
| Semi-voyelle | Simple    | w [w]       |          |             |           | y [ j]   |          |           |
| Semi-voyelle | Forte     | ww [wː]     |          |             |           | yy [ jː] |          |           |

### Tons
Le lokoya est une  langue tonale.

## Sources
- (en) Rainer Voßen, 1982, The Eastern Nilotes. Linguistics and Historical Reconstructions, Kölner Beiträge zur Afrikanistik n° 9, Berlin, Dietrich Reimer Verlag  (ISBN 3-496-00698-6)